# Borgrätt
Borgrätter är domstolar för människor knutna till ett enskilt eller kungligt slott, i samhällen där korporationer har egna jurisdiktioner.

## Borgrätter i Sverige

### Borgrätter vid enskilda slott
Borgrätter hörde vanligen till såväl enskilda som kungliga slott. Då den adliga jurisdiktionen upphävdes fanns på 1600-talet Bergkvara borgrätt i Småland, Torpa borgrätt i Västergötland, Ängsö hals- och handrätt i Västmanland och Visingsborgs hals- och handrätt i Småland. I dessa borgrätter dömdes efter såväl landslagen som gårdsrätt och dom fälldes till och med i livssaker. Borgrätterna tillkom sannolikt under medeltiden genom danskt inflytande. Karl XI, som strävade efter att skapa likformighet inom rättsskipningen, avskaffade dessa borgrätter år 1692.
De enskilda borgrättern dömde antingen efter Landslagen eller efter särskild gårdsrätt.

### Konungens borgrätt
Med syfte att avgöra mål i vilka konungens hovfolk eller tjänare var parter, hade redan under Gustav Vasas tid anordnats en annan form av borgrätter, borgstämmor, eller, under Erik XIV, höga nämnd, i vilka domstolen hade en för ändamålet på särskild sammansättning. I Gustaf Vasas gårdsrätt från 1544 beslutas i §29 att borgstämma skulle hållas varannan eller var tredje vecka med hovfolket. Borgstämman skulle hållas av hovmarsken, fodermarsken, ryttmästaren, stallmästaren och andra befallningsmän på slottet.
Under tidig Vasatid förändrades borgrättens karaktär och sammansättning, och ur den avknoppades Hovrätten som en överrätt för landsrätt och stadsrätt. Borgrätten bestod därefter av riksråd och assessorer, som avgjorde och rannsakade i Kunglig Majestäts namn.
Med 1687 års hovartiklar bestämdes att borgätterna skulle vara i två instanser, en nedre och en övre borgrätt. Själva domstolen följde monarken, vare sig denne befann sig på Stockholms slott eller Uppsala slott, men borgrättens fängelser var belägna i anslutning till Stockholms slott.
Hovartiklarna meddelade att den nedre borgrätten skulle förordnas av överstemarskalken varje månad. En kammarherre skulle vara preses, och därtill skulle ingå två hovjunkare och två andra skickliga vid hovet. Dessa förordnanden varade en månad, och borgrätten skulle under förordnandet träffas minst två gånger i veckan för att rannsaka och döma. Nedre borgrätten tog sig an alla kriminal- och civilmål, som inte gick direkt till övre borgrätten. Under nedre borgrätten lydde, såväl i tvistemål som i brottmål, vid hovet anställda ofrälse tjänstemän och tjänare liksom ytterligare ett antal personer anställda vid kungliga inrättningar, som ämbetsmän vid Kungliga Teatern och personal vid Konstakademien. 
Övre borgrätten skulle behandla alla mål som rörde adliga personers ära samt kriminalsaker som angick liv och lem. Den fungerade också som överrätt till nedre borgrätten. Övre borgrätten presiderades av överstemarskalken, eller i dess frånvaro en hovmarskalk eller äldste kammarherren, samt assessorer som också var hovbetjänter. Övre borgrätten skulle, enligt Hovartiklarna, omedelbart ta sig an mål som låg i deras jurisdiktion.
Vid borgrätterna dömdes samtliga misstänkta brott mot hovartiklarna och allmänna lagar. Borgrätterna skötte även hovfolkets bouppteckningar, arvskiften, samt förvaltade vissa fonder. I rättegångar kunde borgrätterna döma en skyldig till bland annat dödsstraff, förlust av rang, tjänst och inkomst, landsförvisning, fängelse på vatten och bröd och kroppsbestraffning. Smedjegården användes både som fängelse, och som förvar av dem som skulle avrättas. Innan branden användes kärntornet vid Tre Kronor som fängelse.
Både nedre och övre borgrätten avskaffades år 1844, och de mål som tidigare handlagts av dem upptogs därefter av de allmänna domstolarna. Övre borgrättens fonder handhas sedan dess upphävande av en särskild förvaltning under riksmarskalkens ordförandeskap.

## Tyskland
I Tyskland omtalas redan på 1000-talet en borgrätt (burggreicht) , om vars innehåll och verksamhetsområde är mycket oklar. Den sammanhänger troligen med borgfriden, det högre fridsskydd, som gällde för alla befästa orter och deras närmaste omgivning. Under större förhållanden har borgfriden övergått till stadsfrid och borgrätten därigenom kommit att utgöra en av förutsättningarna för stadsrätten.
Med borgrätt (burgrecht/combourgeoisie) avses även de avtal, som fanns framförallt i södra Tyskland, mellan en stad och närliggande landsbyar om att staden vid fara skulle skydda och värna byborna innanför stadsmurarna. Som motprestation ansvarade byborna i fredstider för delar av murens underhåll, gatuunderhåll eller dylikt. I Schweiz skedde detta formellt genom att stadens borgarrätt (medborgaskap) utsträcktes till den omkringliggande landsbygden. 